# Amósis (escriba)

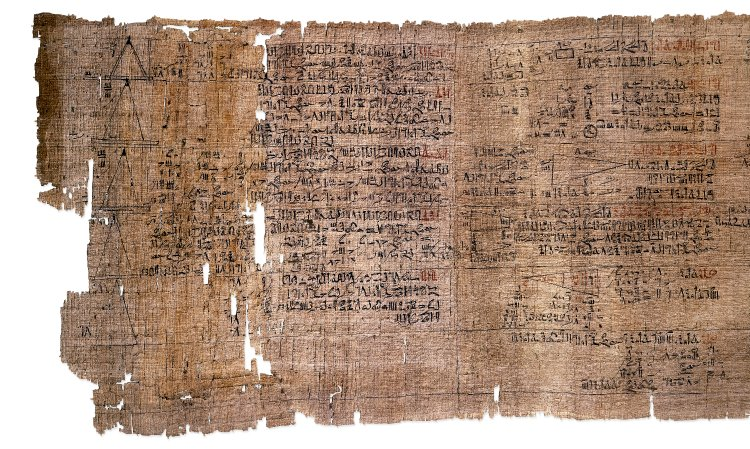
Uma porção do papiro de Rhind

Amósis ou Amés (Ahmes) foi um escriba do Antigo Egito que viveu durante o Segundo Período Intermediário e início da XVIII dinastia egípcia (a primeira dinastia do Império Novo). Escreveu o papiro de Rhind, uma obra da matemática egípcia antiga datada de cerca de 1 650 a.C.; é o mais antigo contribuidor da matemática cujo nome é conhecido.